# Leucocelis adelpha
Leucocelis adelpha är en skalbaggsart som beskrevs av Hermann Julius Kolbe 1913. Leucocelis adelpha ingår i släktet Leucocelis och familjen Cetoniidae. Inga underarter finns listade i Catalogue of Life.